# Landward von Minden
Landward (auch Landowardus oder Lantward) († 26. oder 27. September 969) war von 958 bis September 969 Bischof von Minden.

## Abstammung
Landward soll von einem Grafen Eobonnis abstammen, der wiederum in der väterlichen Linie vom sächsischen Stammvater der Brunonen Brunone und Herzog von Engern abstammen soll. Eobonnis soll mütterlicherseits in Verbindung mit dem fränkischen Herrscherhaus gestanden haben.

## Leben
Landward war wohl vor seiner Zeit in Minden Mitglied des Hildesheimer Domkapitels. Er saß ab 958 auf der Kathedra im Bistum Minden. Als Bischof war er Vertrauter und ständiger Begleiter von Kaiser Otto I. 961 erhielt Landward von Otto I. seine Regalien und den Bischofsstab. Landward begleitete Otto I. nach Italien und gestaltete als sein Berater Ottos expansive Italienpolitik mit. 963 nahm Landward an der Synode teil, die Leo VIII. zum Papst bestellte.
Er starb vermutlich am 27. September 969. Einige Quellen berichten von einem Tod am Gedenktag Cosmas und Damians, also dem 26. September.